# Hartbeesfontein
Hartbeesfontein este un oraș din Africa de Sud.